# 韋斯特雷—帕帕韋斯特雷航班

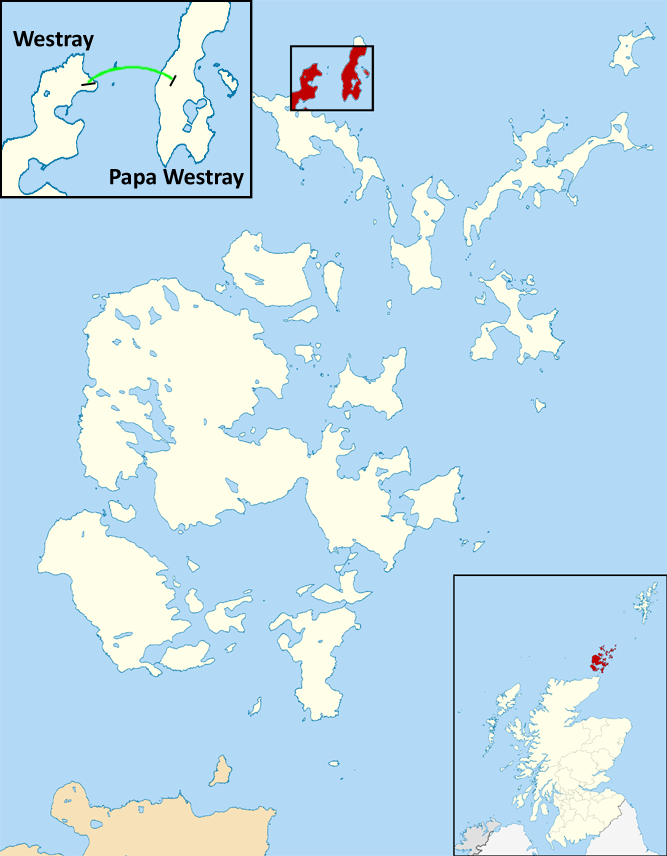
该航班往返于苏格兰奥克尼的两个岛屿：韦斯特雷岛和帕帕韦斯特雷岛。兩座機場僅有相隔1.7 mi ，这是世界上最短的定期航班。

韋斯特雷－帕帕韋斯特雷航班是世界上最短的商業航班，預定飛行時間為90秒鐘，实际飞行时间接近一分钟。最快的记录為53秒。该航线由苏格兰地區性航空公司洛根航空（Loganair）執飞。

## 航班概況

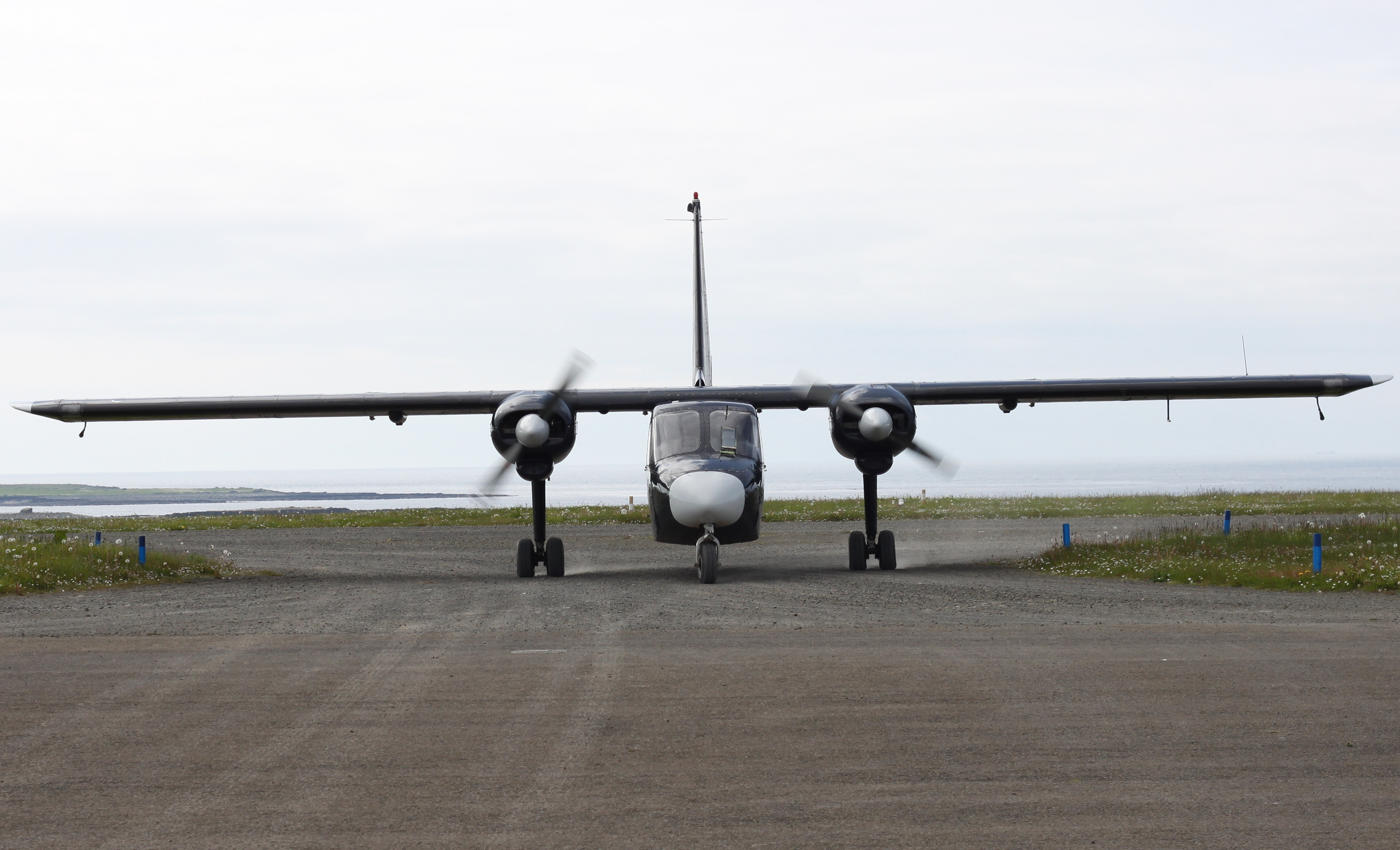
洛根航空飞机在帕帕韋斯特雷机场滑行

韋斯特雷机场（Westray Airport）和帕帕韋斯特雷机场（Papa Westray Airport）之間在星期一至星期五都有往返的航班，星期六僅有韋斯特雷到帕帕韋斯特雷的航班，星期日則是反方向航班。，飞行距離僅有2.7公里，相當於爱丁堡机场的跑道长度。 兩座機場皆與柯克沃爾機場相距43公里。另外，初次搭乘該航線的乘客可獲得「世界上最短航線證書」。洛根航空機師飞行员斯圖爾特·林克萊特一共在該航線進行超過12,000次的飛行，是該航線飛行次數最多的機師，他也创造了53秒最短飛行時間的紀錄。

## 乘客來源

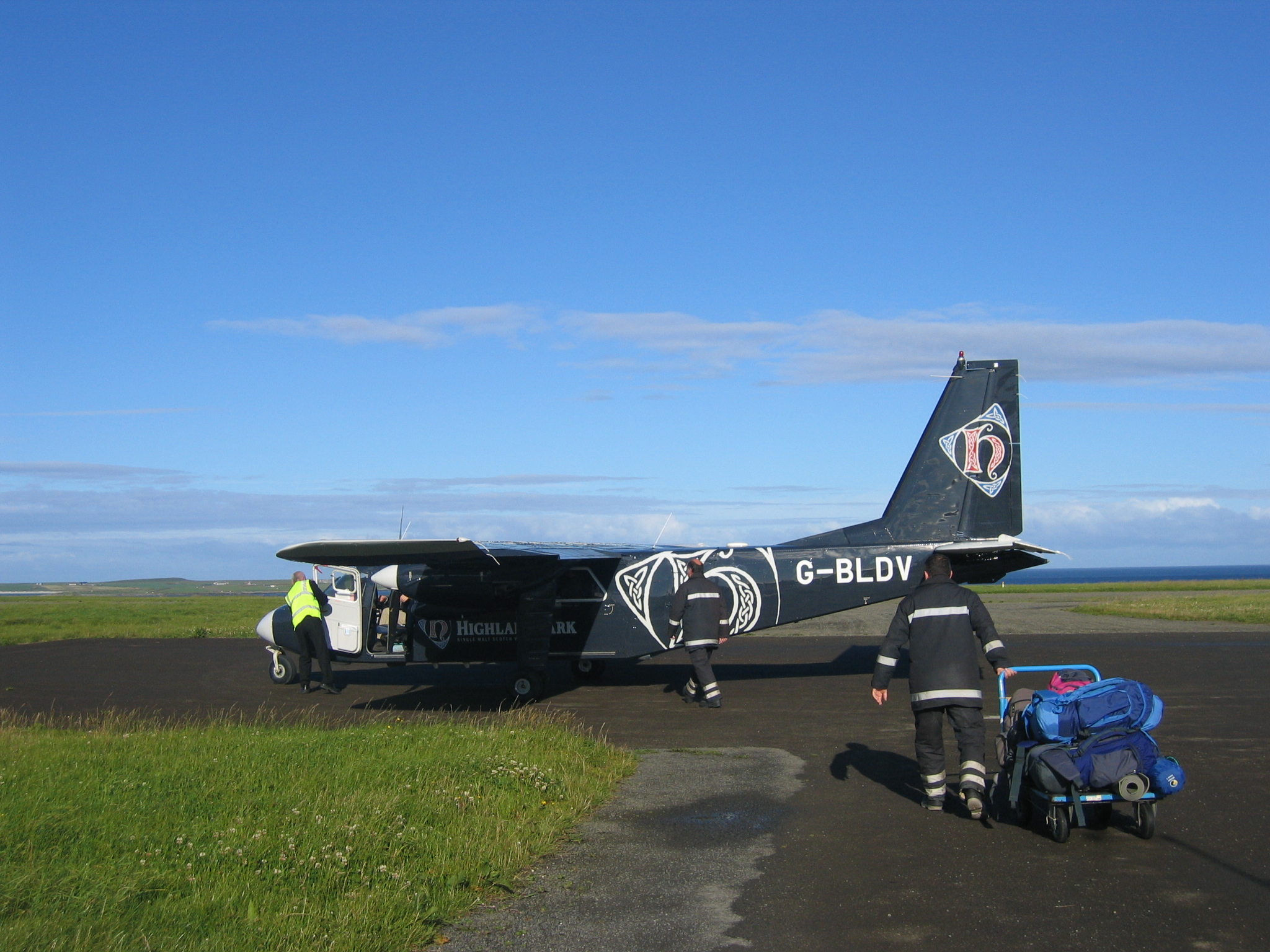
岛民飞机正在載客準備從帕帕韋斯特雷出发

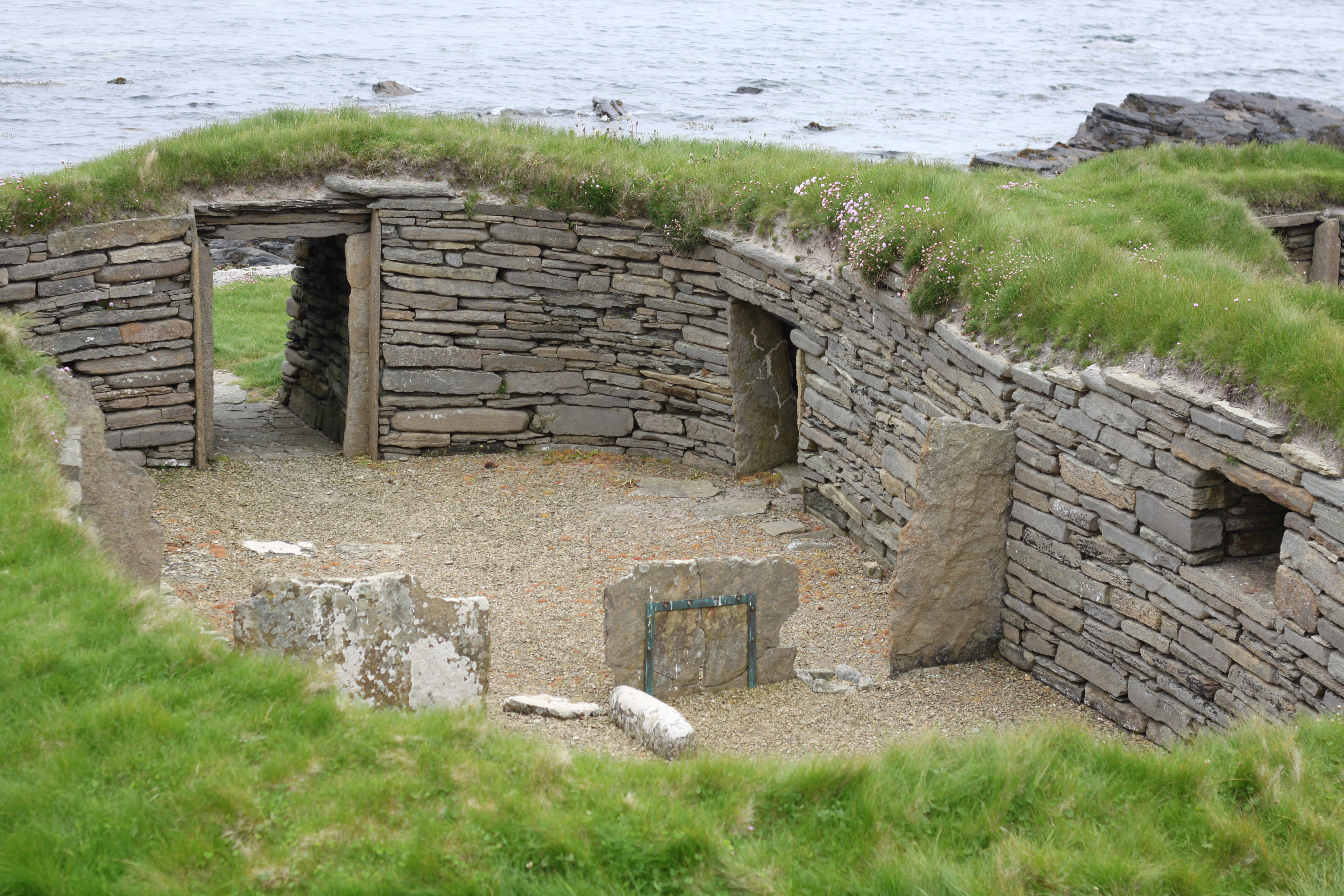
位于苏格兰帕帕韦斯特雷的考古遗址。 可能是北欧最古老的岩石屋。

帕帕韋斯特雷島上有多數的考古遺址，因此多數的乘客是學校師生及研究人員；島上有90位居民，衛生人員有時需要搭機前往該島服務，島上居民需要醫療服務時也會搭乘本航線就醫；此外，島上的考古遺址也會吸引觀光客。 

## 使用飞机
洛根航空有两架岛民飞机，其中一架运营该航班。該飛機配有一名飞行员驾驶，客舱内可容納九名乘客。該航空公司的首席执行官吉姆·卡梅伦將島民飛機描述為“健壮”且“非常适合在苏格兰時常出現的惡劣天氣”。苏格兰人报阿拉斯泰尔道尔顿说：｢这種飞机具有良好的飛行安全记录，並其功能性良好，能適應短而崎嶇的跑道」。洛根航空计划在2021年之前将电动飞机引入奥克尼群岛，因为这些岛屿之间的距离很短，使電動飛行較為容易。

## 航班代号
航班号每天不同，每周重复一次。洛根航空312航班於星期一早上從韋斯特雷機場飞往帕帕韋斯特雷機場，当天下午返程的航班代號為317。星期二至星期五，上午前往帕帕韋斯特雷的航班代號分別為为323、333、343和353；下午回程航班代號为328、338、348和358。362或363航班是星期六从韋斯特雷飞往帕帕韋斯特雷的航班，星期日378航班是返回韋斯特雷的航班。 

## 替代交通與計畫
2014 年，奥克尼群岛委员会开始針對奥克尼群岛中的七个群岛之间建立跨海橋梁的可行性研究。包含韋斯特雷和帕帕韋斯特雷，以取代多條短程的航班。另外，岛屿之间也有載運汽車的渡轮，每天13班，行駛時間約25分钟。 